# Musik: Bernard Herrmann
Musik: Bernard Herrmann ist ein US-amerikanischer Dokumentarfilm von Regisseur Joshua Waletzky aus dem Jahr 1992.

## Handlung
Der Film behandelt die Karriere des Filmkomponisten Bernard Herrmann von seinen Anfängen bei Citizen Kane über seine Arbeit bei Alfred Hitchcock bis zu seinem letzten Werk für Martin Scorseses Taxi Driver. Dabei kommen mehrere Zeitzeugen zu Wort, darunter Elmer Bernstein, Claude Chabrol, Norman Corwin, Lucille Fletcher, Martin Scorsese und James G. Stewart. Gezeigt werden exemplarisch Filmszenen aus mehreren Werken, darunter Citizen Kane, Marnie (1964), Der unsichtbare Dritte (1959) und Taxi Driver (1976). Bernard Herrmann, der 1975 verstarb, ist mit zwei Interviews von 1966 und 1972 im Film präsent. Außerdem ist eine Aufnahme von Francois Truffaut zu sehen, der bei den Musikaufnahmen von Die Braut trug schwarz zugegen war. Ein Highlight ist ein Stück nicht verwendetes Material für den Film Der zerrissene Vorhang, das Hitchcock auf Druck der Produzenten ablehnen musste und durch einen Popsoundtrack ersetzen musste. Die Musik wurde hier erstmals in Szenen des Films verwendet.

## Rezeption

### Kritiken
In der Variety schrieb Todd McCarthy:  „In einer knappen Stunde zeigt der Film überzeugend, warum sein Thema wichtig war und wie eine hervorragende Musik die emotionale und psychologische Wirkung eines Films unermesslich verstärken kann. Zumindest ist dies ein Dokumentarfilm mit einer Menge großartiger Musik darin.“
Das Lexikon des internationalen Films urteilte: „Der für den Oscar nominierte Dokumentarfilm liefert im Gespräch mit Filmmusikern und Regisseuren Einblicke in Herrmanns Arbeit und Persönlichkeit.“
Filmjournalist Jonathan Doyle schreib auf DiscLand, dass er die Dokumentation trotz seiner Oscar-Nominierung nicht für komplett gelungen halte. Die kurze Laufzeit habe dafür gesorgt, dass einige wichtige Musiken ausgespart worden seien, darunter wegweisende Arbeiten wie Die Vögel (1963), Vertigo – Aus dem Reich der Toten (1958) sowie ausgerechnet seine Oscar-prämierte Musik für Der Teufel und Daniel Webster (1941). Auch Boscos übertriebene Erzählstimme kritisierte er.

### Auszeichnungen
Der Film wurde bei der Oscarverleihung 1993 für einen Oscar in der Kategorie Bester Dokumentarfilm nominiert.